# هنري ميل
هنري ميل هو المخترع الإنجليزي الذي سجَّل براءة اختراع الآلة الراقنة «آلة كاتبة» الأولى في سنة 1714م. عَمِل مهندس محطات المياه لشركة نيو ريفر، وقدم اثنين من براءات الاختراع خلال حياته. أحدهما «النابض المرن»، في حين كان الآخر لـ«آلة نسخ الرسائل». مطوري الآلة الراقنة الذين أتوا فيما بعد بما فيهم «بيلغيرينو توري» طوّروا الآلة كثيرًا. والعديد من الآلات الحديثة بما فيها آلات «توري»، طُوّرت لتمكين المكفوفين من الكتابة.